# Pere Julià

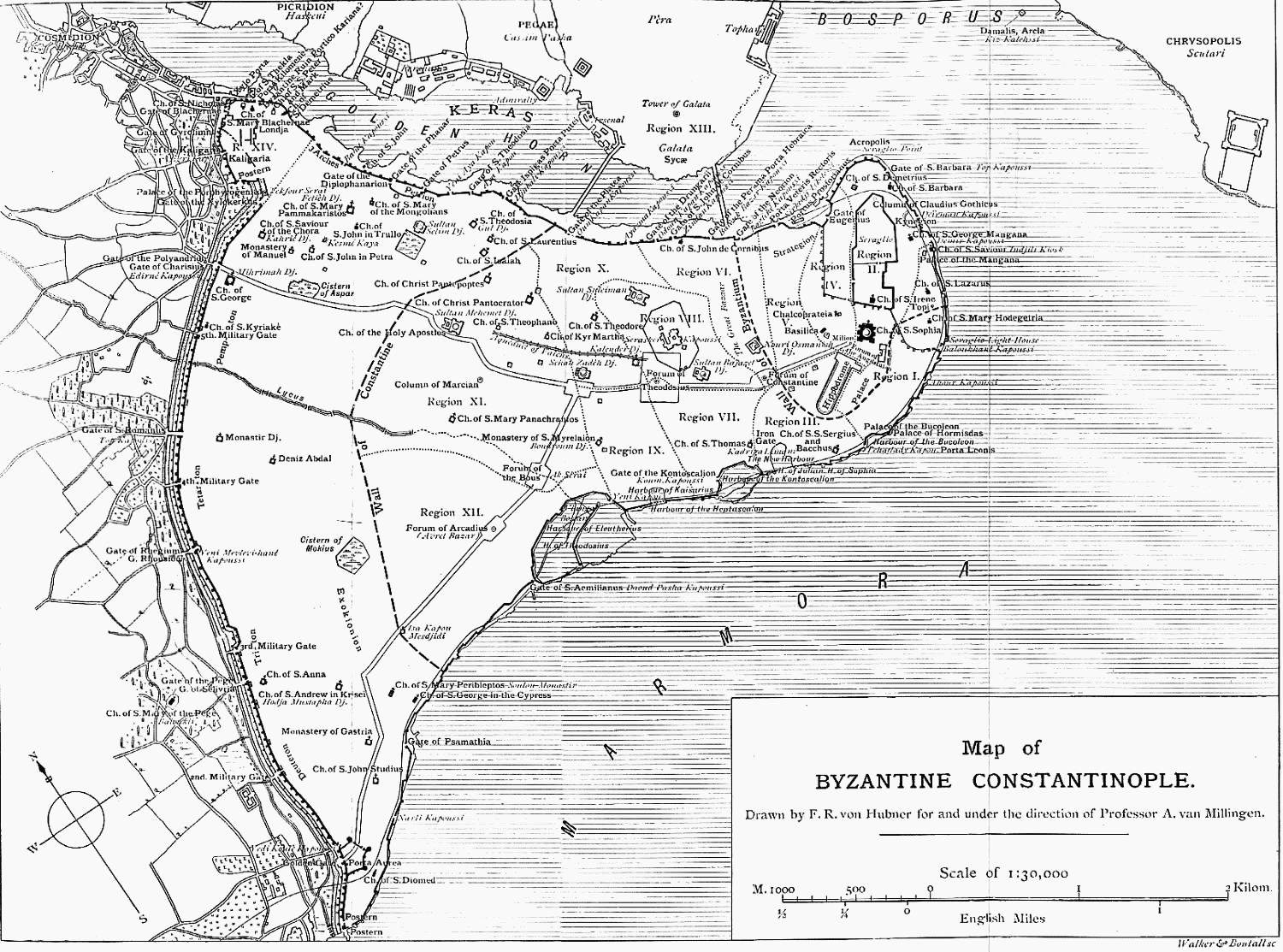

Pere Julià (? - 1453) est le chef de la garnison catalane à Constantinople lors du siège de Constantinople en 1453. Il prend le commandement de la compagnie catalane ainsi que de quelques marins catalans. Ils font partie des quelques étrangers qui participent à la défense de Constantinople aux côtés des Byzantins dirigés par Constantin XI.
Pere Julià dirige le secteur à l'extrême est du rivage de la mer de Marmara près de l'Ancien Palais. Lors de la chute de la ville le 29 mai, il résiste avec ses hommes jusqu'à ce que tous soient tués ou faits prisonniers. Capturé, Péré Julia est exécuté par les Ottomans avec d'autres Catalans.
Depuis Steven Runciman, il est considéré généralement comme le consul des catalans à Constantinople, mais la documentation de l'époque révèle que le consul des catalans était en fait Joan de la Via.